# 黄漢洙
黄 漢洙（ファン・ハンス、朝鮮語: 황한수/黃漢洙、1926年10月19日 - 2017年7月7日）は、大韓民国の陸軍軍人、実業家、政治家。国家有功者、第5代韓国国会議員。
本貫は昌原黄氏、号は愚庵。キリスト教徒。

## 経歴
日本統治時代の慶尚北道慶州郡（現・慶州市）出身。チンギョン工業学校、陸軍士官学校7期卒（少尉任官）。高麗大学校経営大学院修了。大韓民国陸軍憲兵学校高等軍事班に勤務し、朝鮮戦争に中大隊長として参戦した後、犯罪捜査隊長・憲兵部長を経て、陸軍中領として予備役編入された。1958年の第4代総選挙では自由党の候補として出馬したが落選し、3・15大統領選挙以後は民主党に入党した。国会国防委員、韓国観光公社慶州支社長、サム鉱工業代表理事、サムジ産業代表理事、盧大統領当選者選挙対策委員会顧問、民主党月城乙区委員長、民主党道党副委員長・慶州地区党委員長・慶州月城地区党委員長、新千年民主党政策諮問委員・企画委員、大韓民国憲政会理事・第5代国会議員会長・政策委員会副会長を務めた。